# Кен Лоуч
Кенет „Кен“ Лоуч (енгл. Kenneth "Ken" Loach; Нанитон, 17. јун 1936) британски је редитељ и сценариста.

## Биографија
Потиче из радничке породице. Студирао је права и током студија је почео да се бави позориштем, а режијом на телевизији шездесетих година 20. века.
Првобитно је радио-репортаже, а касније ТВ драме и ТВ филмове. Заједно са Тонијем Гарнетом је допринео настанку докудраме, комбинацијом италијанског неореализма (аутентичне локације, непрофесионални глумци) и француског новог таласа (елипсе, нарушени наративни след). Ове драме су се бавиле актуелним социјалним и политичким питањима.
Кен Лоуч је политички активиста и левичар.
Његови филмови су освојили бројне номинације и награде на свим већим међународним филмским фестивалима, укључујући Кан, Венецију и Берлин, као и британску награду БАФТА.

## Филмске режије
| Год.  | Назив                 | Жанр | Награда                             |
| ----- | --------------------- | ---- | ----------------------------------- |
|       |                       |      |                                     |
| 1990. | Скривени план         |      | награда жирија на канском фестивалу |
| 1991. | Риф-Раф               |      | Награда критике у Кану              |
| 1993. | Кишно камење          |      | специјална награда жирија у Кану    |
| 1995. | Земља и слобода       |      | награда критике у Кану              |
| 2002. | Слатких шеснаест      |      |                                     |
| 2006. | Ветар који њише јечам |      | Златна палма                        |
| 2009. | Тражећи Ерика         |      |                                     |
| 2012. | Анђеоска деоба        |      | награда жирија у Кану               |
| 2016. | Ја, Данијел Блејк     |      | Златна палма у Кану                 |